# Wereldkampioenschappen baanwielrennen 1967
De wereldkampioenschappen baanwielrennen 1967 werden gehouden van 22 tot en met 27 augustus 1967 in het Nederlandse Amsterdam. Er stonden elf onderdelen op het programma, drie voor beroepsrenners, zes voor amateurs en twee voor vrouwen.

## Uitslagen

### Beroepsrenners
| Onderdeel     | Goud          | Goud      | Zilver            | Zilver    | Brons             | Brons  |
| ------------- | ------------- | --------- | ----------------- | --------- | ----------------- | ------ |
| Sprint        | Patrick Sercu | België    | Giuseppe Beghetto | Italië    | Angelo Damiano    | Italië |
| Achtervolging | Tiemen Groen  | Nederland | Hugh Porter       | Nederland | Leandro Faggin    | Italië |
| Stayeren      | Leo Proost    | België    | Romain De Loof    | België    | Domenico de Lillo | Italië |

### Amateurs
| Onderdeel            | Goud                                                              | Goud        | Zilver                                                          | Zilver      | Brons                                                        | Brons                    |
| -------------------- | ----------------------------------------------------------------- | ----------- | --------------------------------------------------------------- | ----------- | ------------------------------------------------------------ | ------------------------ |
| 1 kilometer          | Niels Fredborg                                                    | Denemarken  | Waclaw Latocha                                                  | Polen       | Roger Gibbon                                                 | Trinidad en Tobago       |
| Sprint               | Daniel Morelon                                                    | Frankrijk   | Pierre Trentin                                                  | Frankrijk   | Luigi Borghetti                                              | Italië                   |
| Achtervolging        | Gert Bongers                                                      | Nederland   | Mogens Frey Jensen                                              | Denemarken  | Jiří Daler                                                   | Tsjecho-Slowakije        |
| Ploegenachtervolging | Stanislav Moskvin Viktor Bykov Michail Koljuschov Dzintars Latsis | Sovjet-Unie | Cipriano Chemello Antonio Castello Gino Pancini Luigi Roncaglia | Italië      | Karl-Heinz Henrichs Rainer Podlesch Jürgen Kissner Karl Link | Bondsrepubliek Duitsland |
| Stayeren             | Piet de Wit                                                       | Nederland   | Michail Markov                                                  | Sovjet-Unie | Dries Helsloot                                               | Nederland                |
| Tandem               | Bruno Gonzato Dino Verzini                                        | Italië      | Daniel Morelon Pierre Trentin                                   | Frankrijk   | Daniël Goens Robert Vanlancker                               | België                   |

### Vrouwen
| Onderdeel     | Goud              | Goud        | Zilver            | Zilver      | Brons            | Brons               |
| ------------- | ----------------- | ----------- | ----------------- | ----------- | ---------------- | ------------------- |
| Sprint        | Valentina Savina  | Sovjet-Unie | Irina Kiritchenko | Sovjet-Unie | Galina Ermolaeva | Sovjet-Unie         |
| Achtervolging | Tamara Garkuchina | Sovjet-Unie | Raisa Obodovskaya | Sovjet-Unie | Beryl Burton     | Verenigd Koninkrijk |

### Medaillespiegel
| Plaats | Land                     | Goud | Zilver | Brons | Totaal |
| 1      | Sovjet-Unie              | 3    | 3      | 1     | 7      |
| 2      | Nederland                | 3    | 0      | 1     | 4      |
| 3      | België                   | 2    | 1      | 1     | 4      |
| 4      | Italië                   | 1    | 2      | 4     | 7      |
| 5      | Frankrijk                | 1    | 2      | 0     | 3      |
| 6      | Denemarken               | 1    | 1      | 0     | 2      |
| 7      | Verenigd Koninkrijk      | 0    | 1      | 1     | 2      |
| 8      | Polen                    | 0    | 1      | 0     | 1      |
| 9      | Bondsrepubliek Duitsland | 0    | 0      | 1     | 1      |
| 9      | Tsjecho-Slowakije        | 0    | 0      | 1     | 1      |
| 9      | Trinidad en Tobago       | 0    | 0      | 1     | 1      |
| Totaal | Totaal                   | 11   | 11     | 11    | 33     |